# Конституция Сербии

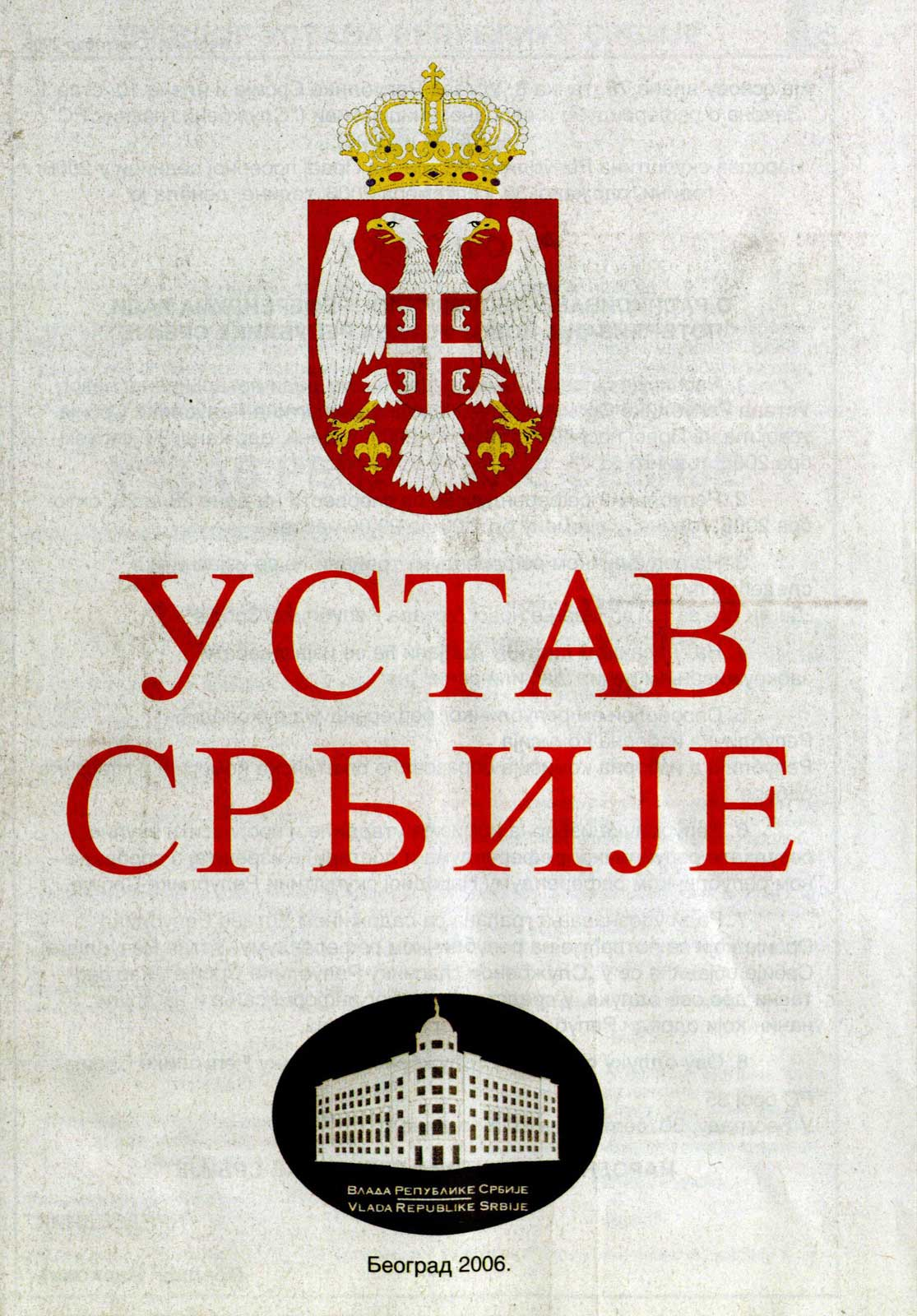
Первая страница Конституции Сербии 2006 года

Конституция Сербии (серб. Устав Србије) — ныне действующая Конституция Республики Сербии. Проект Конституции принят Парламентом Сербии 30 сентября 2006 года на специальном заседании в присутствии президента Бориса Тадича и премьер-министра Воислава Коштуницы. Проект получил поддержку граждан Сербии на референдуме 28-29 октября 2006 года. 8 ноября на официальном заседании скупщины Конституция вступила в действие.

## Содержание Конституции
Конституция включает преамбулу и 206 статей, которые объединены в 10 частей:
- Первая часть — Основы Конституции (статьи 1—17)
- Вторая часть — Права и свободы человека и меньшинств (статьи 18—81)
- Третья часть — Экономическое устройство и финансы (статьи 82—96)
- Четвёртая часть — Юрисдикция Республики Сербия (статья 97)
- Пятая часть — Система власти (статьи 98—165)
- Шестая часть — Конституционный суд (статьи 166—175)
- Седьмая часть — Территориальное устройство (статьи 176—193)
- Восьмая часть — Конституционность и законность (статьи 194—202)
- Девятая часть — Изменение Конституции (статьи 203—205)
- Десятая часть — Заключительное положение (статья 206).